# Сельское поселение Два Ключа
Сельское поселение Два Ключа — муниципальное образование в Исаклинском районе Самарской области.
Административный центр — деревня Два Ключа.

## Административное устройство
В состав сельского поселения Большое Микушкино входят:
- деревня Два Ключа,
- село Убейкино,
- село Саперкино,
- посёлок Зеленый,
- посёлок Пригорки.